# Associazione Sportiva Gubbio 1910 2021-2022
Questa voce raccoglie le informazioni riguardanti l'Associazione Sportiva Gubbio 1910 nelle competizioni ufficiali della stagione 2021-2022.

## Stagione
Nella stagione 2021-2022 il Gubbio disputa il girone B del campionato di Serie C, raccoglie 52 punti con il settimo posto. Partecipa ai Play-off nei quali nel primo turno incrocia la Lucchese, superata (1-0), mentre nel secondo turno affronta il Pescara all'Adriatico, pareggia (2-2), un risultato che promuove gli abruzzesi, che si sono piazzati al quinto posto in campionato. Gli eugubini allenati da Vincenzo Torrente raccolgono 26 punti sia nel girone di andata, ché nel girone di ritorno. Nella Coppa Italia di Serie C i rossoblù subito fuori dalla Coppa nel primo turno, superati (2-1) dalla Viterbese.

## Divise e sponsor
Lo sponsor tecnico per la stagione 2021-2022 è Legea. Gli sponsor di maglia sono Cementerie Barbetti, Colacem e Lieve.
| Casa | Trasferta |

## Rosa
| N. |                   | Ruolo | Calciatore                  |
| -- | ----------------- | ----- | --------------------------- |
| 1  | Italia (bandiera) | P     | Simone Ghidotti             |
| 2  | Italia (bandiera) | D     | Giovanni Formiconi          |
| 3  | Italia (bandiera) | D     | Giuseppe Aurelio            |
| 4  | Italia (bandiera) | D     | Federico Bonini             |
| 5  | Italia (bandiera) | D     | Alex Redolfi                |
| 6  | Italia (bandiera) | D     | Marco Migliorini            |
| 7  | Italia (bandiera) | C     | Tommaso Fantacci            |
| 8  | Italia (bandiera) | C     | Andrea Cittadino            |
| 9  | Italia (bandiera) | A     | Manuel Sarao                |
| 11 | Italia (bandiera) | A     | Samuele Spalluto            |
| 12 | Italia (bandiera) | P     | Leonardo Elisei             |
| 15 | Italia (bandiera) | D     | Andrea Signorini            |
| 17 | Italia (bandiera) | C     | Nicolò Francofonte          |
| 19 | Italia (bandiera) | C     | Nicola Malaccari (capitano) |

| N. |                    | Ruolo | Calciatore              |
| -- | ------------------ | ----- | ----------------------- |
| 20 | Spagna (bandiera)  | C     | Miguel Ángel Sainz-Maza |
| 22 | Italia (bandiera)  | P     | Marco Meneghetti        |
| 23 | Italia (bandiera)  | D     | Lorenzo Migliorelli     |
| 23 | Italia (bandiera)  | D     | Massimo Tazzer          |
| 24 | Italia (bandiera)  | D     | Matteo Bontempi         |
| 25 | Italia (bandiera)  | D     | Francesco Lamanna       |
| 26 | Marocco (bandiera) | C     | Shady Oukhadda          |
| 27 | Italia (bandiera)  | C     | Danilo Bulevardi        |
| 28 | Italia (bandiera)  | C     | Giovanni Di Noia        |
| 29 | Italia (bandiera)  | A     | Felice D'Amico          |
| 30 | Italia (bandiera)  | A     | Alessandro Arena        |
| 33 | Italia (bandiera)  | D     | Samuele Righetti        |
| 99 | Italia (bandiera)  | A     | Doudou Mangni           |

## Calciomercato

### Sessione estiva (dal 01/07 al 31/08)
| Acquisti | Acquisti           | Acquisti       | Acquisti   |
| R.       | Nome               | da             | Modalità   |
| -------- | ------------------ | -------------- | ---------- |
| P        | Simone Ghidotti    | Fiorentina     | prestito   |
| P        | Marco Meneghetti   | SPAL           | prestito   |
| D        | Giuseppe Aurelio   | Sassuolo       | prestito   |
| D        | Federico Bonini    | Virtus Entella | prestito   |
| D        | Francesco Lamanna  | Novara         | svincolato |
| D        | Marco Migliorini   | Novara         | svincolato |
| D        | Alex Redolfi       | Vibonese       | svincolato |
| C        | Danilo Bulevardi   | Legnago        | svincolato |
| C        | Andrea Cittadino   | Bisceglie      | svincolato |
| C        | Nicolò Francofonte | Sampdoria      | prestito   |
| A        | Alessandro Arena   | FC Messina     | svincolato |
| A        | Felice D'Amico     | Sampdoria      | prestito   |
| A        | Tommaso Fantacci   | Empoli         | prestito   |
| A        | Doudou Mangni      | Catanzaro      | svincolato |
| A        | Manuel Sarao       | Catania        | svincolato |
| A        | Samuele Spalluto   | Fiorentina     | prestito   |

| Cessioni | Cessioni           | Cessioni        | Cessioni      |
| R.       | Nome               | a               | Modalità      |
| -------- | ------------------ | --------------- | ------------- |
| P        | Tommaso Cucchietti | Lucchese        | svincolato    |
| P        | Luca Savelloni     | Gladiator       | svincolato    |
| P        | Emanuele Zamarion  | Campobasso      | svincolato    |
| D        | Davide Cinaglia    | Juve Stabia     | svincolato    |
| D        | Manuel Ferrini     | Renate          | svincolato    |
| D        | Gabriele Ingrosso  | Imolese         | fine prestito |
| D        | Rafa Muñoz         | Trapani         | svincolato    |
| D        | Maximiliano Uggè   | Levadia Tallinn | svincolato    |
| C        | Zaccaria Hamlili   | Bari            | fine prestito |
| C        | Linas Megelaitis   | Viterbese       | svincolato    |
| C        | Zakaria Sdaigui    | Roma            | fine prestito |
| C        | Filippo Serena     | Venezia         | fine prestito |
| A        | Elio De Silvestro  |                 | svincolato    |
| A        | Michele Di Cato    | Trestina        | prestito      |
| A        | Francesco Fedato   | Lucchese        | prestito      |
| A        | Juanito Gómez      | Legnago         | svincolato    |
| A        | Cristian Pasquato  |                 | svincolato    |
| A        | Jacopo Pellegrini  | Sassuolo        | fine prestito |

### Sessione invernale (dal 04/01 al 01/02)
| Acquisti | Acquisti         | Acquisti | Acquisti   |
| R.       | Nome             | da       | Modalità   |
| -------- | ---------------- | -------- | ---------- |
| D        | Samuele Righetti | Perugia  | prestito   |
| D        | Massimo Tazzer   | Monopoli | definitivo |
| C        | Giovanni Di Noia | Perugia  | prestito   |

| Cessioni | Cessioni            | Cessioni | Cessioni   |
| R.       | Nome                | a        | Modalità   |
| -------- | ------------------- | -------- | ---------- |
| C        | Lorenzo Migliorelli |          | svincolato |
| C        | Shady Oukhadda      | Modena   | definitivo |

## Risultati

### Serie C

#### Girone di andata
| Cesena 29 agosto 2021, ore 20:30 CEST 1ª giornata | Cesena         | 0 – 0 referto | Gubbio | Orogel Stadium-Dino Manuzzi (2 415 spett.)\| Arbitro: \| Carella (Bari) \| |
| Arbitro:                                          | Carella (Bari) |               |        |                                                                            |

| Arbitro: | Emmanuele (Pisa) |

|               |           |  |
| Bulevardi 41’ | Marcatori |  |

| Reggio Emilia 12 settembre 2021, ore 17:30 CEST 3ª giornata | Reggiana          | 0 – 0 referto | Gubbio | Mapei Stadium - Città del Tricolore (3 628 spett.)\| Arbitro: \| Giaccaglia (Jesi) \| |
| Arbitro:                                                    | Giaccaglia (Jesi) |               |        |                                                                                       |

| Arbitro: | Tremolada (Monza) |

|                                    |           |             |
| Cittadino 17’ Sarao 53’ Mangni 56’ | Marcatori | 59’ Lescano |

| Arbitro: | Saia (Palermo) |

|              |           |            |
| Vrdoljak 59’ | Marcatori | 55’ Mangni |

| Arbitro: | Moriconi (Roma) |

|                               |           |                   |
| Arena 7’ Cittadino 63’ (rig.) | Marcatori | 37’, 77’ Clemenza |

| Arbitro: | Di Cicco (Lanciano) |

|           |           |  |
| Lella 34’ | Marcatori |  |

| Arbitro: | Marotta (Sapri) |

|                                      |           |  |
| Sarao 54’ Sainz-Maza 64’ D'Amico 86’ | Marcatori |  |

| Arbitro: | Virgilio (Trapani) |

|              |           |             |
| Birligea 17’ | Marcatori | 61’ Redolfi |

| Arbitro: | Mucera (Palermo) |

|                                                       |           |  |
| Bulevardi 27’ Aurelio 40’ Oukhadda 88’ Spalluto 90+4’ | Marcatori |  |

| Arbitro: | Turrini (Firenze) |

|           |           |  |
| Gucci 53’ | Marcatori |  |

| Arbitro: | Di Graci (Como) |

|                      |           |                         |
| Cittadino 66’ (rig.) | Marcatori | 31’ Acquadro 90’ Milesi |

| Arbitro: | Ubaldi (Roma) |

|                        |           |                                |
| Angeli 8’ Matarese 80’ | Marcatori | 52’ (rig.) Cittadino 74’ Arena |

| Gubbio 13 novembre 2021, ore 17:30 CET 14ª giornata | Gubbio                       | 0 – 0 referto | Lucchese | Stadio Pietro Barbetti (879 spett.)\| Arbitro: \| Rinaldi (Bassano del Grappa) \| |
| Arbitro:                                            | Rinaldi (Bassano del Grappa) |               |          |                                                                                   |

| Arbitro: | Ferrieri Caputi (Livorno) |

|                           |           |              |
| Calcagni 22’ M. Volpe 44’ | Marcatori | 11’ Spalluto |

| Arbitro: | Maranesi (Ciampino) |

|              |           |              |
| Spalluto 51’ | Marcatori | 62’ Faggioli |

| Arbitro: | Ancora (Roma 1) |

|                       |           |                                            |
| Mezzoni 10’ Ricci 89’ | Marcatori | 14’ Bulevardi 35’ Spalluto 90+7’ Formiconi |

| Arbitro: | Emmanuele (Pisa) |

|                                    |           |                |
| Paulo Azzi 3’, 18’ Scarsella 90+2’ | Marcatori | 62’, 73’ Sarao |

| Arbitro: | Nicolini (Brescia) |

|           |           |  |
| Arena 73’ | Marcatori |  |

#### Girone di ritorno
| Arbitro: | Petrella (Viterbo) |

|                                                          |           |             |
| Sainz-Maza 49’ Spalluto 72’ Cittadino 86’ Fantacci 90+4’ | Marcatori | 57’ Pierini |

| Arbitro: | Crezzini (Siena) |

|                |           |          |
| Pannitteri 55’ | Marcatori | 8’ Arena |

| Arbitro: | Feliciani (Teramo) |

|                           |           |               |
| Mangni 17’ Migliorini 72’ | Marcatori | 21’ Cremonesi |

| Arbitro: | E. Longo (Cuneo) |

|                                                     |           |  |
| Di Cosmo 22’ Capello 40’ Magrassi 62’ Schenetti 73’ | Marcatori |  |

| Gubbio 30 gennaio 2022, ore 14:30 CET 24ª giornata | Gubbio             | 0 – 0 referto | Grosseto | Stadio Pietro Barbetti (589 spett.)\| Arbitro: \| Calzavara (Varese) \| |
| Arbitro:                                           | Calzavara (Varese) |               |          |                                                                         |

| Arbitro: | Kumara (Verona) |

|                                           |           |              |
| Ierardi 30’ Clemenza 67’ F. Ferrari 90+2’ | Marcatori | 50’ Spalluto |

| Arbitro: | MuceraMucera (Palermo) |

|              |           |             |
| Spalluto 59’ | Marcatori | 53’ Ragatzu |

| Pontedera 16 febbraio 2022, ore 18:00 CET 27ª giornata | Pontedera                    | 0 – 0 referto | Gubbio | Stadio Ettore Mannucci (197 spett.)\| Arbitro: \| Rinaldi (Bassano del Grappa) \| |
| Arbitro:                                               | Rinaldi (Bassano del Grappa) |               |        |                                                                                   |

| Arbitro: | Villa (Rimini) |

|                         |           |                           |
| Cittadino 7’ Mangni 19’ | Marcatori | 62’ Arrigoni 67’ D'Andrea |

| Arbitro: | Gemelli (Messina) |

|            |           |  |
| Energe 12’ | Marcatori |  |

| Arbitro: | Leone (Barletta) |

|                                       |           |  |
| Bulevardi 27’ Bonini 32’ Spalluto 69’ | Marcatori |  |

| Arbitro: | Rutella (Enna) |

|                |           |                                   |
| Caccavallo 25’ | Marcatori | 47’ (rig.) Sainz-Maza 78’ D'Amico |

| Arbitro: | Nicolini (Brescia) |

|                            |           |            |
| Spalluto 30’ Signorini 75’ | Marcatori | 32’ Angeli |

| Arbitro: | Diop (Treviglio) |

|                             |           |                                  |
| Picchi 8’ Minala 78’ (rig.) | Marcatori | 74’ (rig.) D'Amico 83’ Malaccari |

| Arbitro: | Delrio (Reggio Emilia) |

|              |           |                        |
| Spalluto 23’ | Marcatori | 66’ Mungo 73’ Calcagni |

| Arbitro: | Catanoso (Reggio Calabria) |

|  |           |                        |
|  | Marcatori | 7’ Bulevardi 49’ Arena |

| Arbitro: | Arena (Torre del Greco) |

|                             |           |                    |
| Signorini 80’ Redolfi 90+3’ | Marcatori | 47’ Vano 60’ Suciu |

| Arbitro: | Gualtieri (Asti) |

|             |           |              |
| Redolfi 45’ | Marcatori | 82’ Ogunseye |

| Arbitro: | Mirabella (Napoli) |

|                         |           |             |
| Gennari 58’ Carpani 85’ | Marcatori | 46’ Di Noia |

#### Play-off
| Arbitro: | Collu (Cagliari) |

|             |           |  |
| Arena 90+1’ | Marcatori |  |

| Arbitro: | Cascone (Nocera Inferiore) |

|                           |           |                            |
| Pompetti 44’ Pontisso 68’ | Marcatori | 12’ Formiconi 42’ Spalluto |

### Coppa Italia Serie C
| Arbitro: | Gemelli (Messina) |

|                          |           |            |
| Calcagni 35’ Capanni 87’ | Marcatori | 74’ Mangni |

## Statistiche

### Statistiche di squadra
| Competizione         | Punti | In casa | In casa | In casa | In casa | In casa | In casa | In trasferta | In trasferta | In trasferta | In trasferta | In trasferta | In trasferta | Totale | Totale | Totale | Totale | Totale | Totale | DR |
| Competizione         | Punti | G       | V       | N       | P       | Gf      | Gs      | G            | V            | N            | P            | Gf           | Gs           | G      | V      | N      | P      | Gf     | Gs     | DR |
| -------------------- | ----- | ------- | ------- | ------- | ------- | ------- | ------- | ------------ | ------------ | ------------ | ------------ | ------------ | ------------ | ------ | ------ | ------ | ------ | ------ | ------ | -- |
| Serie C              | 0     | 0       | 0       | 0       | 0       | 0       | 0       | 0            | 0            | 0            | 0            | 0            | 0            | 0      | 0      | 0      | 0      | 0      | 0      | 0  |
| Coppa Italia Serie C | -     | 0       | 0       | 0       | 0       | 0       | 0       | 1            | 0            | 0            | 1            | 1            | 2            | 1      | 0      | 0      | 1      | 1      | 2      | -1 |
| Totale               | -     | 0       | 0       | 0       | 0       | 0       | 0       | 0            | 0            | 0            | 0            | 0            | 0            | 0      | 0      | 0      | 0      | 0      | 0      | 0  |

### Andamento in campionato
| Giornata  | 1  | 2 | 3 | 4 | 5 | 6 | 7 | 8 | 9 | 10 | 11 | 12 | 13 | 14 | 15 | 16 | 17 | 18 | 19 | 20 | 21 | 22 | 23 | 24 | 25 | 26 | 27 | 28 | 29 | 30 | 31 | 32 | 33 | 34 | 35 | 36 | 37 | 38 |
| --------- | -- | - | - | - | - | - | - | - | - | -- | -- | -- | -- | -- | -- | -- | -- | -- | -- | -- | -- | -- | -- | -- | -- | -- | -- | -- | -- | -- | -- | -- | -- | -- | -- | -- | -- | -- |
| Luogo     | T  | C | T | C | T | C | T | C | T | C  | T  | C  | T  | C  | T  | C  | T  | T  | C  | C  | T  | C  | T  | C  | T  | C  | T  | C  | T  | C  | T  | C  | T  | C  | T  | C  | C  | T  |
| Risultato | N  | V | N | V | N | N | P | V | N | V  | P  | P  | N  | N  | P  | N  | V  | P  | V  | V  | N  | V  | P  | N  | P  | N  | N  | N  | P  | V  | V  | V  | N  | P  | V  | N  | N  | P  |
| Posizione | 13 | 5 | 9 | 4 | 5 | 7 | 9 | 5 | 8 | 5  | 9  | 9  | 10 | 8  | 12 | 12 | 9  | 11 | 7  | 7  | 8  | 7  | 7  | 8  | 8  | 8  | 9  | 9  | 10 | 7  | 7  | 7  | 7  | 7  | 6  | 6  | 7  | 7  |

Legenda:

Luogo: C = Casa; T = Trasferta. Risultato: V = Vittoria; N = Pareggio; P = Sconfitta.